# 루마니아의 가수 목록
다음은 루마니아의 가수 목록이다.

## ㅁ
- 마이클 크레투

## ㅇ
- 안드라 (가수)
- 안젤라 게오르기우
- 알렉산드라 스탄
- 에드워드 마야
- 엘레나 게오르게
- 이나 (가수)

## ㅋ
- 크리스티나 그리미

## ㅍ
- 파울라 셀린그